# New Carrollton
New Carrollton è un comune degli Stati Uniti d'America nella contea di Prince George's, nello Stato del Maryland. È anche la città natale del noto rapper Lloyd Banks